# PlayStation Portable
Pour les articles homonymes, voir PSP.
La PlayStation Portable (プレイステーション・ポータブル, Pureisutēshon Pōtaburu) ou plus communément abrégé en PSP est la première console de jeux vidéo portable de Sony, commercialisée entre 2004 et 2015. Elle marque un tournant dans l'histoire des consoles portables, car elle propose une qualité d'image et des capacités générales approchant celles de la PlayStation 2, une console de salon.
La PlayStation Portable permet de jouer à des jeux vidéo, de regarder des vidéos et des images, d'écouter de la musique et offre la possibilité de naviguer sur Internet. Son système de connexion sans fil Wi-Fi permet de faire communiquer jusqu'à seize machines en même temps les unes avec les autres, grâce à la fonction de « mise en réseau ad hoc ».
En septembre 2007, Sony lance la PSP Slim & Lite, plus fine, plus légère, et possédant plus de fonctions que la première version. En octobre 2008, la PSP 3000 est commercialisée, et se distingue des modèles précédents par un écran amélioré, un microphone intégré et quelques modifications esthétiques. En octobre 2009, une quatrième version, appelée PlayStation Portable Go, voit le jour et subit quelques modifications d'ordre esthétique ainsi que la disparition du lecteur UMD, qui est remplacé par une mémoire interne de 16 Go, permettant de stocker les jeux, vidéos, images et musiques.
À Tokyo le 27 janvier 2011, à l'occasion du PlayStation Meeting, la console qui doit succéder à la PSP, nommée sobrement à ce moment NGP (pour Next Generation Portable) est dévoilée. Son nom final est annoncé lors de l'E3 2011 à Los Angeles : PlayStation Vita. Sony a annoncé que les 2 générations de consoles cohabiteraient. Une nouvelle version de la PSP est présentée lors du gamescom 2011, la PSP E-1000 disponible pour 99 € depuis le 26 octobre 2011. Ce modèle est dépourvu de la fonction Wi-Fi et ne dispose que d'un haut-parleur monophonique.
Depuis le 15 septembre 2014, il est impossible de se connecter au PlayStation Network via une PSP.

## Présentation
La PlayStation Portable est une console portable qui en plus des jeux, offre un ensemble de fonctions multimédia. La console fait ainsi office de lecteur musical et vidéo, d'afficheur d'images et de navigateur web, par le biais d'une connexion Wi-Fi à l'exception du dernier modèle de la console présenté lors de la gamescom 2011, la PSP Street, qui ne propose pas cette fonction.
La console dispose d'une petite mémoire interne (mais pas pour stocker), complétée d'une carte mémoire Memory Stick Pro Duo dont les tailles peuvent varier de 8 Mo à 64 Go, celles-ci ont été vendues au lancement de la machine. Par la suite, le Giga Pack est sorti, le premier Memory Stick de 1 Go coûtait à l'époque 110 € vendu seul.
Plus tard le 2 Go est commercialisé et la course au Giga est lancée : 4 puis la 8 Go apparaissent et plus tard encore la 16 Go puis la 32 Go et en 2009 la 64 Go. Cette dernière coûte aussi cher que la 1 Go lors de sa sortie. Il est alors possible pour l'utilisateur de stocker ses photos, vidéos, musiques et les sauvegardes des jeux auxquels il a joué.
Jeux, films et musique sont commercialisés sous la forme de petits disques au format UMD.
Finalement les films et musique au format UMD ont été abandonnés fin 2006 faute d'avoir séduit les utilisateurs, ces derniers ayant favorisé l'achat de films au format DVD et la musique au format CD, le support étant moins cher et compatible avec autre chose que la console
Par la suite Sony a vendu des packs de films DVD et UMD dans le même coffret; ce projet marketing marqua d'ailleurs la fin de l'UMD.

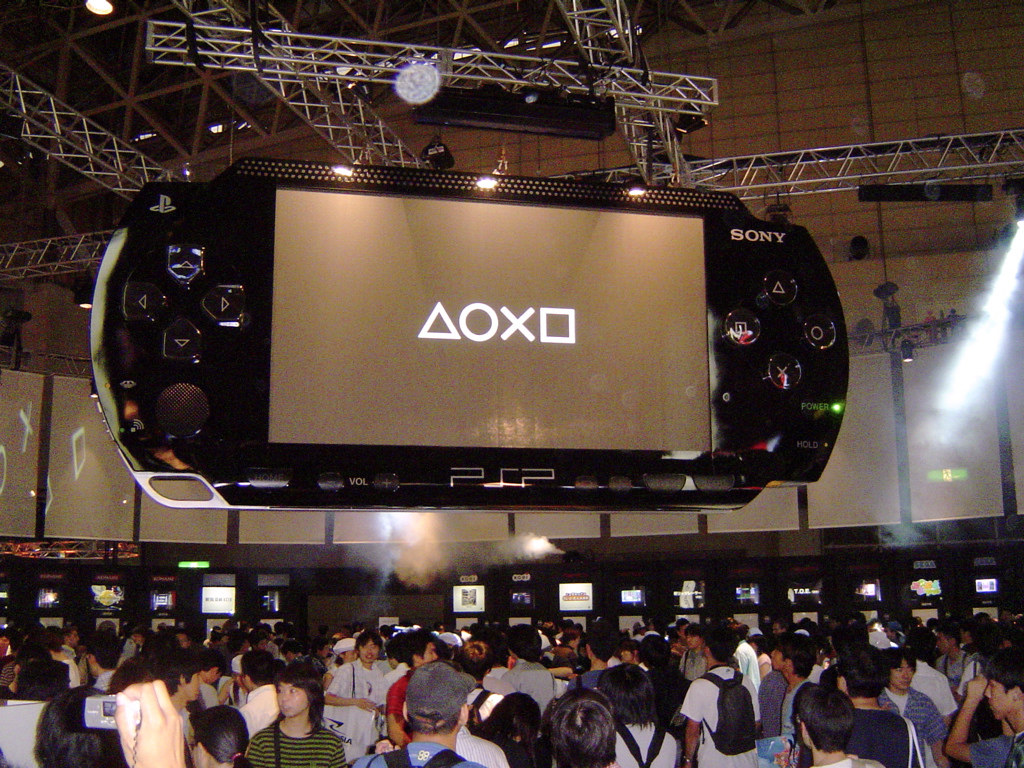
PlayStation Portable géante, pour la présentation de la console au salon Tokyo Game Show 2004.

La PSP se distingue des autres consoles portables existantes par sa connectique élargie :
- port en sortie USB, permettant de la brancher à un ordinateur ou d'adapter différents équipements : appareil photo, webcam, GPS, système de haut-parleurs, microphone intégré (PSP 3000), etc.
- équipement Wi-Fi, permettant de naviguer sur internet ou de se connecter à d'autres PSP sans connexion filaire.
- la PSP fonctionne selon un système d'exploitation (qu'on appelle le firmware), à l'identique des systèmes d'exploitation que l'on trouve sur les ordinateurs.

Le système d'exploitation de la PSP a deux particularités. Tout d'abord, il est régulièrement mis à jour par le constructeur, pour proposer de nouvelles fonctionnalités. Ainsi, l'interface a été améliorée au fil des mises à jour, un navigateur web a été ajouté, le logiciel pour faire fonctionner un appareil photo (Go!Cam, vendu séparément), ou des options plus avancées comme le support des flux RSS. Les dernières mises à jour permettent de la faire fonctionner avec la PlayStation 3.
Ensuite, il est possible d'installer un autre système d'exploitation à la place, nommé custom firmware. Bien que non supportée par le constructeur Sony, cette manipulation permet d'avoir un firmware d'apparence semblable aux firmwares du constructeur et pouvant en plus exécuter des programmes réalisés par des programmeurs indépendants. Ces programmes (aussi appelés Homebrews qui signifie « faits maison ») proposent des fonctions diverses. Leur publication dépend de la bonne volonté de la communauté de développeurs amateurs. Un exemple notoire est le logiciel Mapthis! qui permet de faire fonctionner la navigation avec le récepteur GPS. Les custom firmware permettent également de faire fonctionner des copies de jeux (également appelés backups) au format ISO et CSO (les CSO sont des ISO compressés afin de diminuer leur taille), copies de jeux dont l'utilisateur se doit de posséder l'original. Il permet aussi de jouer à des jeux de PlayStation 1 appelés PSX.
Le kit Yanes permet le downgrade de la console et ainsi de faciliter l'installation de firmwares non officiels.

## Commercialisation
En 2003, lors d'une conférence de presse à New York, SCE annonce qu'il va réaliser une console portable, la PSP, dont un prototype est exposé.
La PSP définitive est annoncée en mai 2004 à l'E3 2004. Sortie le 12 décembre 2004 sur le marché japonais puis le 24 mars 2005 en Amérique du Nord, elle est commercialisée en Europe le 1er septembre 2005. Elle est vendue sous la forme de plusieurs versions se distinguant par les jeux et accessoires fournis.
À sa sortie, la PSP se trouve en concurrence avec la Nintendo DS, mais se caractérise par sa puissance et ses fonctions multimédia, là où sa rivale marque son originalité dans son ergonomie (stylet, double écran) et son spectre d'applications ludiques plus large. Les deux premières années, la ludothèque de la PSP est composée pour large partie d'adaptations et de portages de jeux PS2 déjà sortis, tandis que la DS propose des applications originales reposant sur le système de stylet, ou des tests de mémoire par exemple. La console fait aussi face à la démocratisation d'appareils mobiles comme les baladeurs numériques, puis les smartphones à partir de 2007 avec la sortie de l'iPhone.
La PSP était vendue avec divers accessoires qui sont réunis en différents packs : le Base Pack, le Value Pack et le Giga Pack. Le Base Pack est sorti le 12 décembre 2004 au Japon (sous le nom de Standard Pack) et en Europe le 22 mars 2006 pour un prix de 199,99 $. Il comprend en plus de la console, un accumulateur lithium ainsi qu'un disque UMD de démonstration. Certains magasins y rajoutent une carte Memory Stick Pro Duo de 2 ou 4 Go, ce qui peut faire monter le prix jusqu’à 329,99 $. Le 1er septembre 2005 sort Value Pack le premier pack en Europe. C'est un Base Pack qui comprend également une housse de protection, une dragonne de maintien, des écouteurs stéréo, une carte Memory Stick Pro Duo (32 Mo, 1 Go, 2 Go, 4 Go), une chiffonnette ainsi que souvent un jeu. Il est vendu entre 229,99 à 329,90 $. Le Giga Pack comprend les accessoires du Value Pack dont le Memory Stick est de 1 Go, en y ajoutant un câble USB et un socle pour un prix de 249,99 $.
En Amérique du Nord, le pack (Daxter) est livré avec le jeu Daxter, un Memory Stick de 1 Go, et le UMD de Family Guy Freakin' Sweet Collection. Un mois plus tard, Sony sort un pack limité Blanc Céramique Star Wars édition PSP qui possédait une photo de Darth Vader au derrière de la console. Ce bundle vient avec le jeu Star Wars: Battlefront - Renegade Squadron. Les deux bundles étaient vendus au prix de 199,99 $. Sony sort ensuite d’autres couleurs (Rose Pink, Lavender Purple, and Felicia Blue) au Japon à la sortie de la PSP Slim and Light. Un autre bundle de durée limité sorti fut celui de "FINAL FANTASY VII 10th Anniversary" Édition sortie au Japon, avec seulement 77 777 unités. Ce bundle incluait une PSP argent avec une photo de Final Fantasy au derrière de la PSP, avec une copie originale d’une strape Final Fantasy en forme de Buster Sword.
En Europe, seuls les modèles rose et argent, ainsi que deux packs en édition limitée (Les Simpson, jaune et blanc, et Spider-Man 3, rouge et noir), sont proposées à la vente.

## Caractéristiques

### Aspect
L'aspect de la console est globalement identique pour toutes les versions, si l'on excepte quelques améliorations d'ordre esthétique.
La machine comporte dix-sept boutons: deux gâchettes droite et gauche (L et R), les quatre boutons classiques des consoles Sony (Triangle, Carré, Rond, Croix), une croix directionnelle (Gauche, Droite, Haut, Bas), un bouton Home permettant de revenir à l'interface utilisateur (nommée XrossMediaBar, et abrégé en XMB), trois boutons pour le réglage du son (+, - et on/off), un pour le réglage de la luminosité, et enfin un bouton Select et un pour Start.
Les boutons sont répartis autour d'un écran sur la face avant de la console, à l'exception des gâchettes situées sur la tranche haute de la machine. Sur ce même côté, on trouve également deux petits haut-parleurs, un joystick et quatre LED servant à indiquer l'activité de la console, la présence d'un Memory Stick, une connexion réseau sans fil (par un interrupteur sur la gauche) et le verrouillage des boutons, via l'interrupteur Hold/Power sur la droite.
L'arrière de la console présente une batterie, protégée par un cache de la couleur de la machine, et le lecteur d'UMD. Les Memory Stick s'insèrent sur la tranche gauche de la PSP, dans une petite fente protégée par un rabat, ou sur le dessus pour la PSP Street.
La console dispose de trois sorties : une pour l'USB, une sortie audio, et une pour le chargeur. Depuis la version 2000, une sortie téléviseur a été incluse.

### Descriptif technique
- Couleurs : noire, blanche, grise, bleue, rose, rouge, argentée, mauve.
- Dimensions : 170 mm (longueur) × 74 mm (largeur) × 23 mm (épaisseur de la FAT)
- Dimensions de l'écran : 95 mm (longueur) × 54 mm (hauteur)
- Poids : 280 g environ, batterie incluse pour une PSP FAT et 189 g environ pour une PSP Slim & Lite ou une PSP Brite
- Son : haut-parleurs stéréo internes
- Batterie : batterie de 3,6 V, 1800 mAh (PSP FAT) ou 1200 mAh (PSP Slim & Lite et PSP 3000)

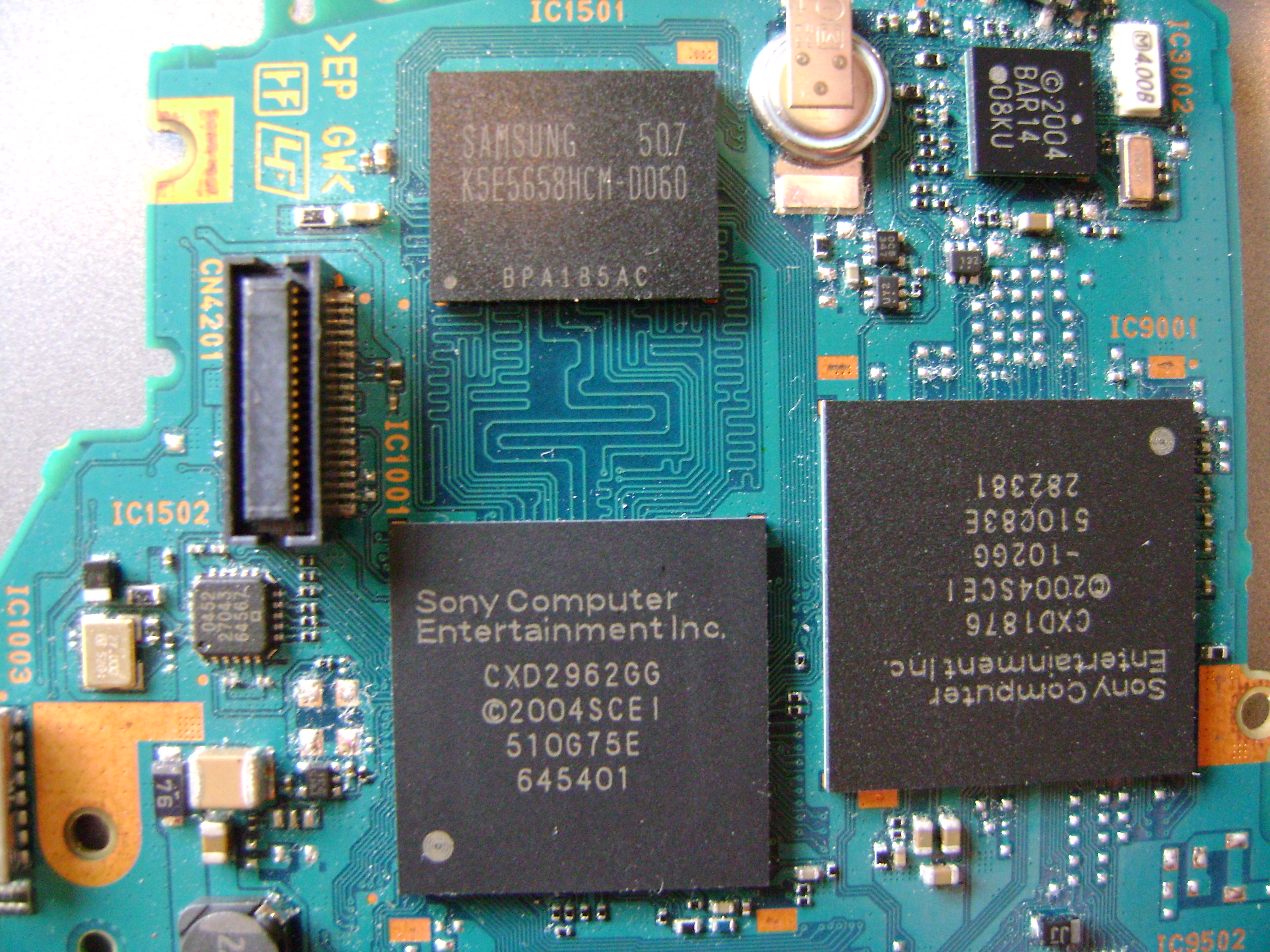
Le CPU, la mémoire flash NAND et le PSP Media Engine.

- Processeur central (CPU Core) : MIPS RS4000 sur 32 bits (architecture MIPS), cadencé à 333 MHz (pour les micrologiciels officiels inférieurs à 3.5, la vitesse disponible n'est que de 222 MHz) sur un bus mémoire 128 bits. Deux unités de calcul intégrées : FPU et VFPU (unité de traitement en parallèle). Puissance de traitement de 2,6 GFLOPS.
- Mémoire principale : 32 (PSP100x) ou 64 (autres modèles) MiB RAM et 4 MiB eDRAM (embedded DRAM) à 2,6 Gio/s.
- Processeur multimédia (Media Engine) : second processeur RS4000 avec 2 Mio de mémoire eDRAM dédiée.
- Deux processeurs graphiques : 3D Curved Surface + 3D Polygon (Core 1) et moteur de rendu 3D et de traitement des surfaces (Core 2), cadencé à 166 MHz sur un bus 256 bits, 2 Mio mémoire vidéo eDRAM à 5,3 Gios -1 pour une puissance de traitement maximale de 664 M pixels/s, 34 M polygones/s (T&L).
- Processeur audio (Sound Core Virtual Mobile Engine) : DSP 128 bits reconfigurable, 5 GFLOPS.
- Décodeur matériel MPEG-4 AVC (H.264) Main Profile Level3.

### UMD

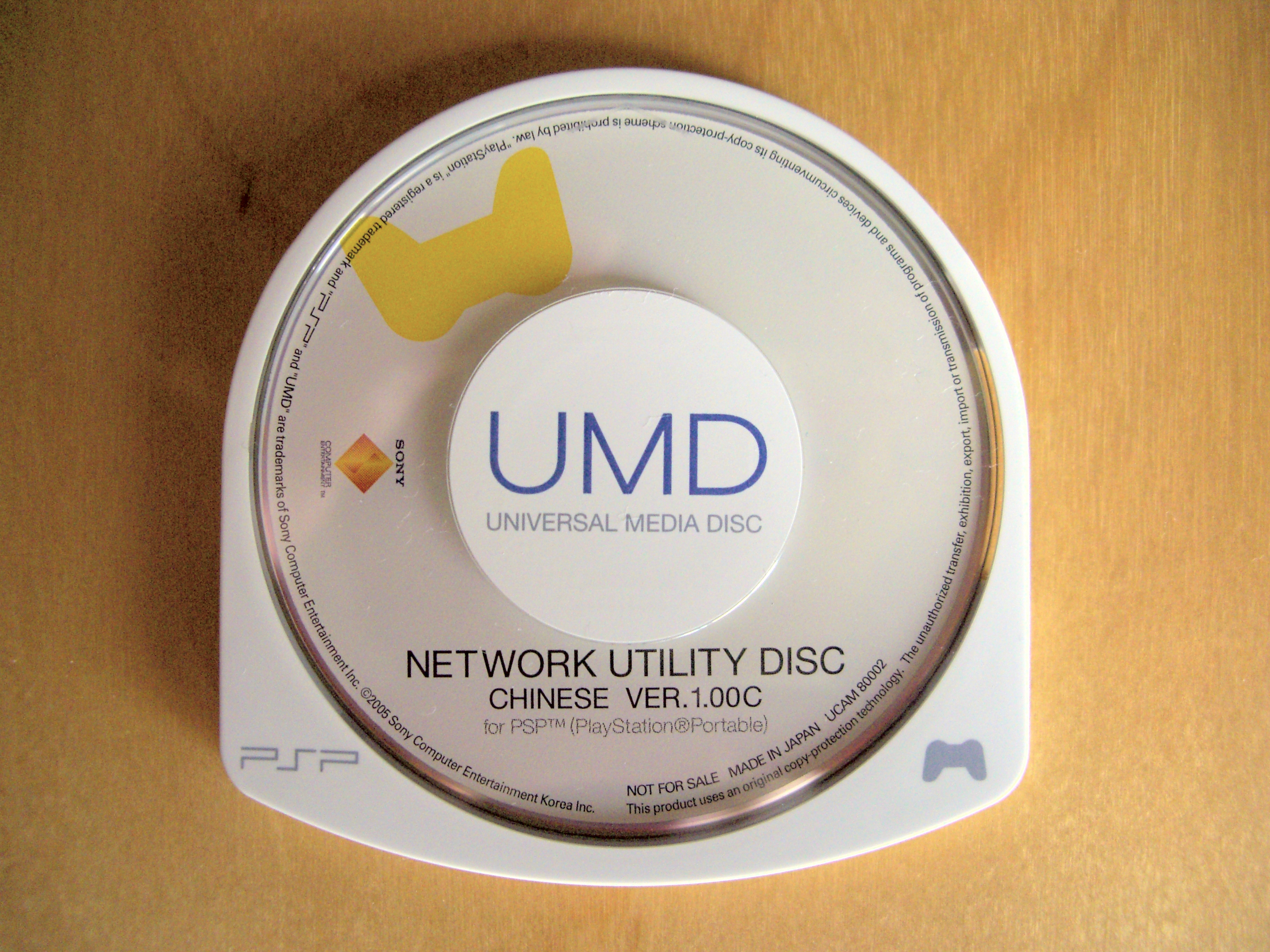
Universal Media Disc.

La PSP exploite un lecteur de disque compatible avec le format Universal Media Disc appartenant à Sony. Ce média renferme 1,80 Go en double couche de données. L’utilisation du lecteur rend la console plus bruyante et augmente la consommation de la batterie d'environ 10 %. La PSP fut ainsi critiquée pour posséder un temps de transfert de données très lent pour leurs UMD, se traduisant par des temps de chargement de plus de 2 minutes en tout pour certains jeux. Ceci fut amélioré avec la sortie de la nouvelle PSP Slim & Lite, ayant plus de mémoire vive (elle passe de 32 Mo à 64 Mo).

### Formats supportés
- Lecteurs : la PSP dispose d'un lecteur de disques UMD sur la façade arrière, et sur le côté gauche d'un port pour placer des cartes mémoires de type Memory Stick Duo. Quel que soit l'endroit où elle est commercialisée, la PSP peut lire des UMD de jeux et des UMD musicaux provenant de partout dans le monde. En revanche, les UMD de films sont limités par un système de zones. Ainsi, un UMD vidéo acheté aux États-Unis (zone 1) ne peut être lu sur une PSP européenne (zone 2).

- Vidéos : l'utilisateur peut regarder des films codés selon le standard MP4/AVC. Les codecs utilisés sont H.264/AVC MP Level3 et MPEG-4.

- Musique : les formats supportés sont le MP3, l'ATRAC3 et le WMA non protégé (depuis la version 2.60 du microcode). Les codecs utilisés sont WAV (LPCM), ATRAC3plus, MP3, WMA non protégé et l'AAC.

- Images : les formats d'images affichables sont nombreux, on compte notamment les principaux formats tels que JPEG, BMP, PNG…

- Internet : la PSP supporte la lecture de RSS au moyen du navigateur intégré.

### Écran
LCD TFT de 10,9 cm (4.3") de diagonale au format 16/9.
- Définition : 480×272 16/9 en 16,76 millions de couleurs.

### Échanges de données et connectique
- Port USB 2.0 (connecteur type mini B).
- Adaptateur Wi-Fi (puces Marvell Libertas 88W8010 et 88W8380, resp. transmetteur et traitement) à la norme Wireless LAN IEEE 802.11b d'une portée de 30 à 200 m, modes infrastructure et ad-hoc, désactivable. (absent sur la PSP Street)
- Lecteur de mémoire flash Memory Stick Pro Duo et Duo (support des capacités > 8 G depuis le firmware 3.30), lecteur UMD (support optique, propriétaire).
- Port d'extension, réservé.
- Sortie audio stéréo (prise jack 3,5 mm), haut-parleurs intégrés.
- Port infrarouge IrDA, protocole Sony Control-S (SIRCS), supprimé sur la PSP Slim & Lite.
- Connecteur alimentation continue 5 volts.
- Microphone stéréo intégré (PSP3000 seulement).

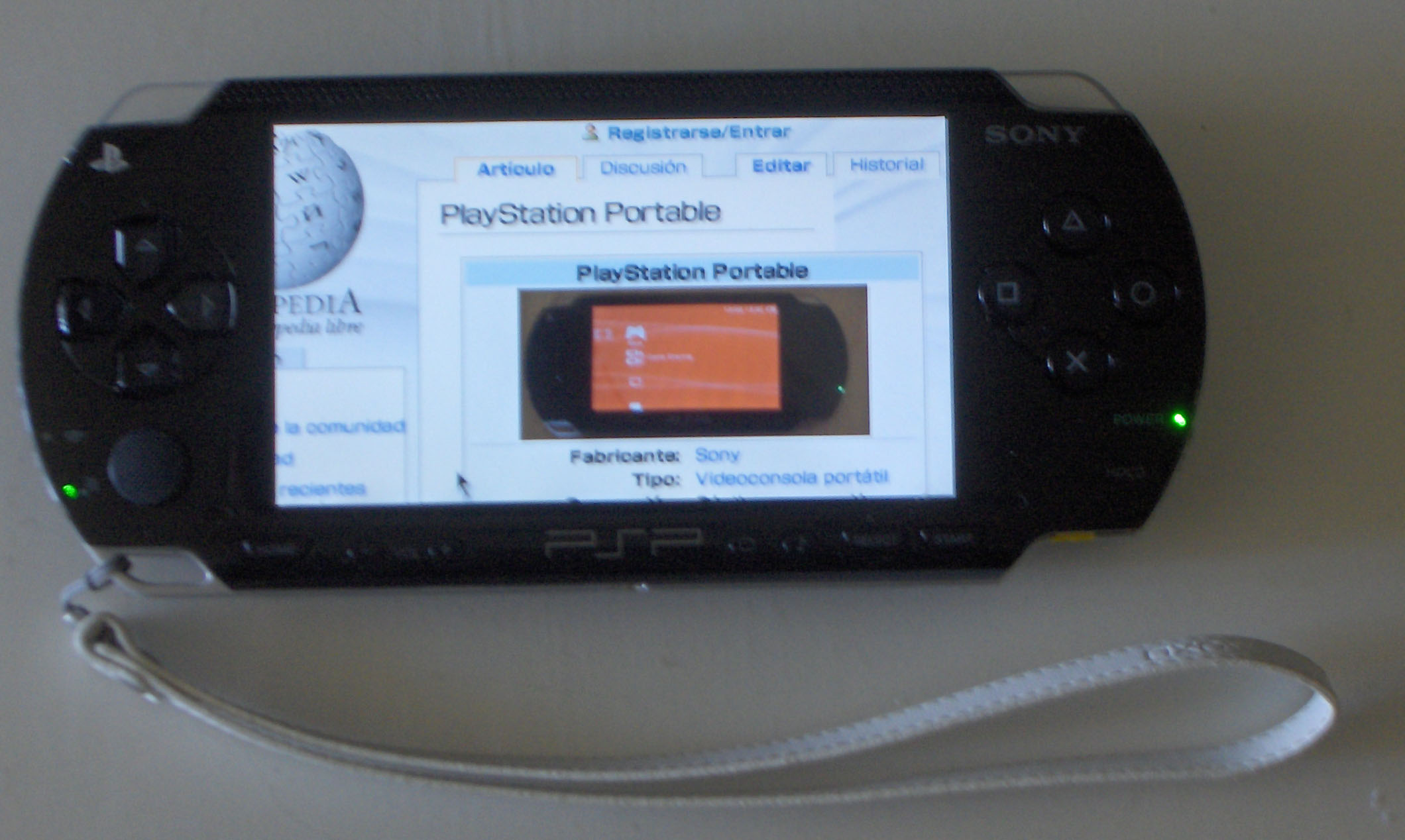
La PSP chargeant une page web.

Officiellement, on ne peut brancher la PSP que dans la prise USB (avec un câble adaptant d'une prise de type A vers Mini B), d'un système PlayStation 3 ou d'un ordinateur ayant comme système d'exploitation minimum Windows 98, un système Linux récent comme Ubuntu ou SUSE ou même sur un Macintosh.[citation nécessaire]
La PSP est également accessible sur d'autres systèmes à condition de placer les fichiers dans des répertoires spécifiques, selon leur type (la mémoire de la PSP est reconnu comme média de stockage de masse).
Il n'existe actuellement pas de graveur UMD pour le grand public sur le marché (Sony n'en sortira probablement jamais, puisque la PSP go a démontré que Sony ne cherche plus à l'utiliser).

## Modèles et versions

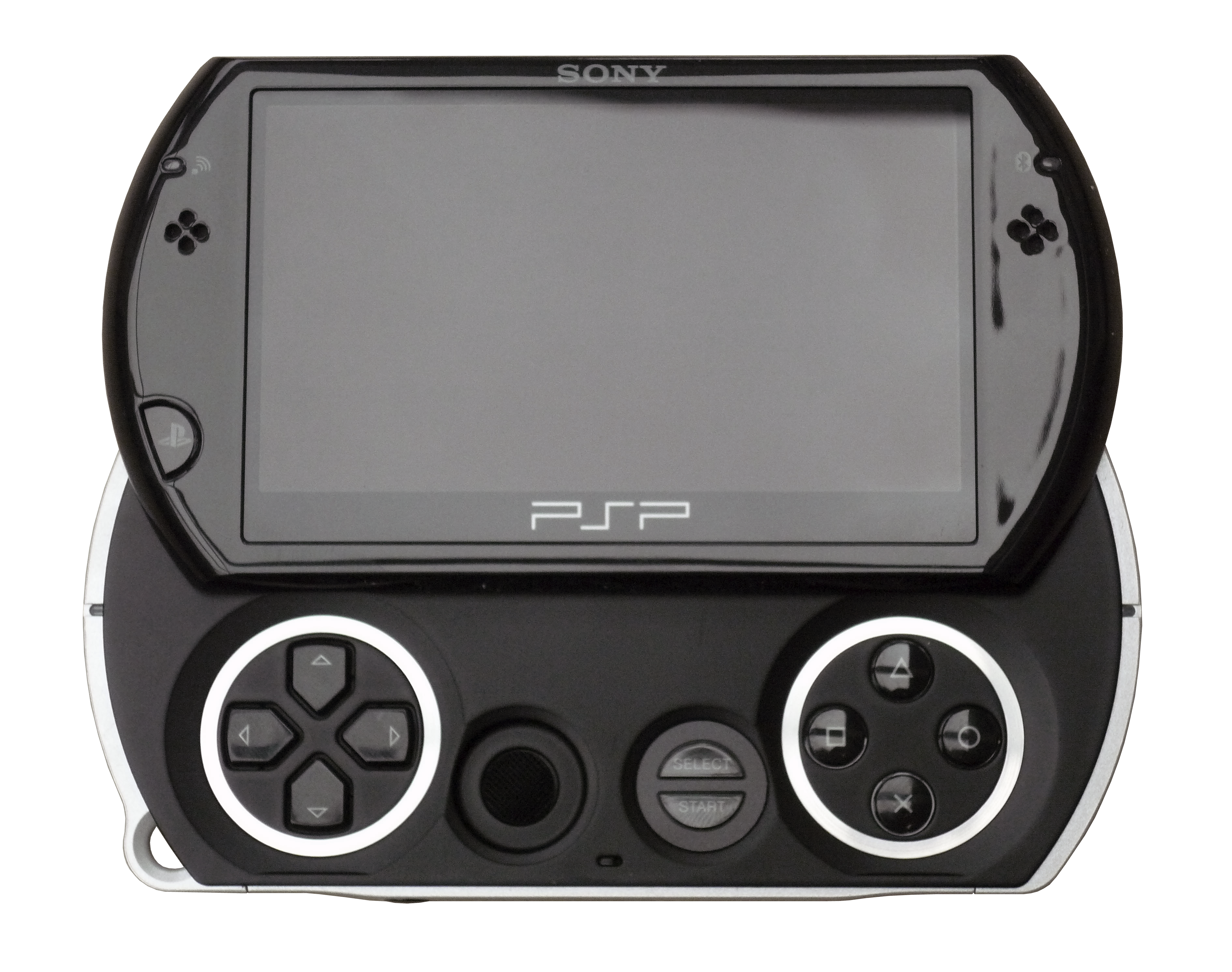
La PlayStation Portable Go.

Une deuxième version de la console, appelée PSP Slim & Lite, plus légère et disposant de quelques améliorations, est sortie le 5 septembre 2007 en Europe. En octobre 2008, une troisième mouture, baptisée PSP 3000, propose un écran de meilleure qualité, affichant un plus grand nombre de couleurs et diminuant les reflets, ainsi qu'un microphone intégré, plus légère encore que la deuxième génération.
Le 2 juin 2009, Sony Computer Entertainment officialise la PlayStation Portable Go, sortie le 15 octobre 2009. Ce nouveau modèle est plus léger et de plus petite taille que les précédents, le lecteur UMD disparaît au profit d'une mémoire flash interne d'une capacité de 16 Go. Elle est également dotée d'un port Memory Stick Micro et d'une liaison Bluetooth.
Elle permet de télécharger des jeux via le PlayStation Store. Elle est aussi dotée d'un écran coulissant.
La production s'arrête le 20 avril 2011. Début juin 2014, Sony annonce la fin de la distribution de la console sur le territoire japonais. À cette date, la console compte plus de 80 millions d'unités écoulées, tous modèles confondus.

### Numéro des modèles
La PSP possède un numéro de série pour chaque modèle, il permet de connaitre la région où le modèle est supposé être vendu.

Les différents numéros sont :
- PSP x000 - Japon
- PSP x001 - Amérique du Nord
- PSP x002 - Australie et Nouvelle-Zélande
- PSP x003 - Royaume-Uni
- PSP x004 - Europe et Inde
- PSP x005 - Corée du Sud
- PSP x006 - Hong Kong, Singapour et Malaisie
- PSP x007 - Taïwan
- PSP x008 - CEI
- PSP x009 - Chine
- PSP x010 - Amérique centrale et Amérique du Sud

Les numéros de série indiquant la région de vente sont déclinés avec les mêmes terminaisons sur les modèles suivants :
- PSP 1000 - PlayStation Portable
- PSP 2000 - PlayStation Portable Slim & Lite
- PSP 3000 - PSP Brite (nom utilisé par les utilisateurs et non Sony)
- PSP N1000 - PlayStation Portable Go
- PSP E-1000 - PlayStation Portable Street (ou PSP Street)

### PSP 2000

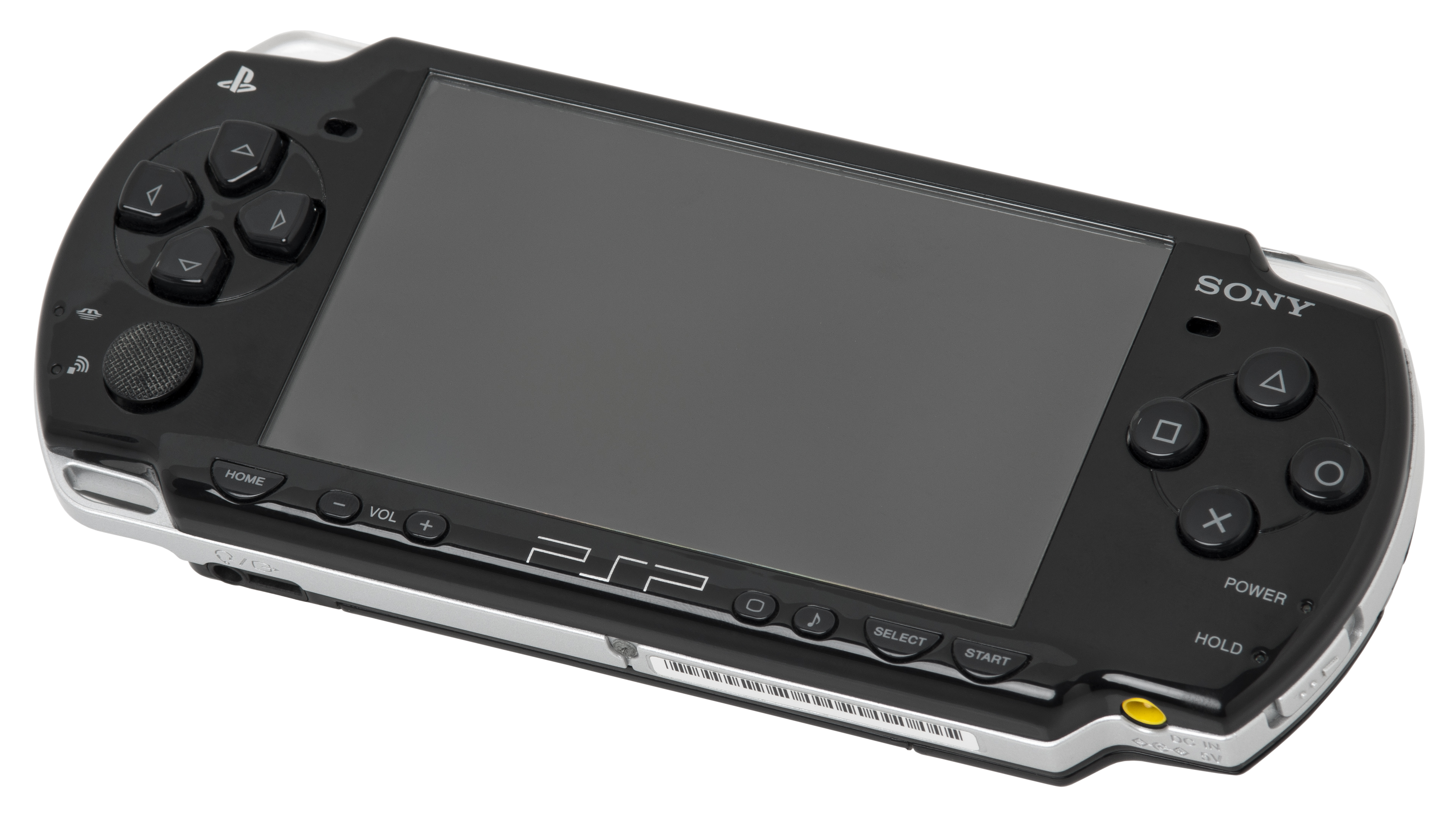
PSP 2000.

La PSP 2000, aussi appelée PSP Slim & Lite, est une nouvelle version de la PlayStation Portable. Elle est sortie le 5 septembre 2007 en Europe et le 10 septembre 2007 aux États-Unis. Voici les différences notables :
Apparence
- Diminution de sa masse de 33 % (91 g de moins) et de sa taille de 19 % (4,4 mm de moins)
- Aspect lustré sur les deux côtés
- Les haut-parleurs sont maintenant situés sur la façade de la console et non en dessous
- Sortie en trois coloris (noir, gris et blanc) et viendra par la suite d'autres couleurs (rouge, jaune, bleu, etc.)
- Coins arrondis
- POWER n'est maintenant plus écrit en vert, mais de la même couleur que HOLD

Ergonomie
- Simplification du lecteur UMD : disparition du bouton EJECT et des ressorts qui maintenaient l'UMD.
- L'ouverture du lecteur UMD n'est plus automatique.
- Nouvel emplacement du bouton connexion sans fil.
- Croix directionnelle et boutons plus malléables, les diagonales sont plus accessibles.

Matériel
- Amélioration minime de l'écran (rien à voir avec celle de la 3000)
- Changement de la batterie (3,6 V, 1 200 mAh, 30 g, précédemment 3,6 V, 1 800 mAh, 45 g)
- Diminution de la consommation électrique de la console
- Il est possible de recharger la batterie par le port USB
- La mémoire vive passe de 32 Mo à 64 Mo
- Elle est équipée d’un système pour stocker temporairement les données des UMD en mémoire vive afin de réduire les temps de chargement
- Les UMD musicaux ne sont plus compatibles
- La carte mère est une TA-085 (permet la modification de la batterie), TA-085 V2, TA-088 (ces dernières empêchent la modification des batteries mais peuvent installer un Custom Firmware), TA-088v2 et TA-088v3.

Connectivité
- Disparition du port infrarouge
- Sortie TV pour jouer et diffuser l'écran de la PSP sur un téléviseur
- Changement des écouteurs et de la télécommande (la rétro compatibilité avec ceux du premier modèle n'est pas assurée)
- La télécommande et le casque d'écoute de la PSP 1000 ne sont plus compatibles.

Logiciel
- Le firmware de base de cette version Slim & Lite est le 3.60 (ce firmware est exclusif à la Slim & Lite)
- Une version de Skype a été développée pour la console.
- Au niveau du hacking, elle est incompatible avec le kernel 1.50, ce qui rend l'utilisation de nombreux homebrews impossible. On ne peut également pas la downgrader mais seulement la passer en Custom Firmware avec le réveil du cimetière de Dark_alex. Cependant Dark_alex a réussi à utiliser le firmware 1.50 sur une PSP Slim & Lite à l'aide d'un homebrew baptisé Time machine, cela permet de démarrer toutes les PSP en 1.50 (avec modules supplémentaire du firmware 3.40 pour les PSP Slim & Lite) et d'installer un Custom Firmware sur la carte mémoire (en l'occurrence le 3.60 M33). L'homebrew n'a plus jamais été mis à jour depuis sa sortie.

### PSP E-1000

PSP E-1000.

La PlayStation Portable E-1000 (PSP E-1000 ou PSP Street) est une nouvelle version de la PlayStation Portable. Annoncée lors de la gamescom 2011, elle marque la baisse de prix de la PSP à 99 €. Elle sort en novembre 2011 exclusivement sur le territoire européen.
La console est basée sur la PSP-3000 dont elle partage toutes les caractéristiques techniques, mais elle perd les boutons pour régler la luminosité de l'écran, ainsi que le bouton permettant de régler des paramètres sonores ; sa coque devient noir mat et reste aussi épaisse que les anciens modèles (PSP-1000) ; elle ne dispose par ailleurs que d'un seul haut parleur monophonique et n'intègre plus le Wi-Fi. Cette version garde la même puissance technique que les autres modèles. 
Le 29 mai 2012, Sony annonce qu'un modèle au coloris blanc dénommé Street Ice White est dorénavant disponible à la vente.
Cette version de la PSP est la toute dernière depuis le lancement de la console. En raison de l'annonce de Sony de l'arrêt de la production de la PSP (tous modèles), la PSP Street arrête sa production en décembre 2014 tous comme les autres versions de la PSP.

### Comparaison
| Modèles                          | PSP-1000                                                           | PSP-2000                                                           | PSP-3000                                                                 | PSP-N1000                                                                           | PSP-E1000                                                          |
| -------------------------------- | ------------------------------------------------------------------ | ------------------------------------------------------------------ | ------------------------------------------------------------------------ | ----------------------------------------------------------------------------------- | ------------------------------------------------------------------ |
| Image                            | Piano Black PSP-1000                                               | Piano Black PSP-2000                                               | Silver PSP-3000                                                          | Piano Black PSPGo                                                                   | PSP-E1000                                                          |
| Date de sortie                   | 12 décembre 2004 (Japon)                                           | 30 août 2007 (Hong Kong)                                           | 10 octobre 2008                                                          | Octobre 2009                                                                        | Novembre 2011                                                      |
| Fin de production                | Décembre 2014                                                      | Décembre 2014                                                      | Décembre 2012                                                            | 20 avril 2011                                                                       | Décembre 2014                                                      |
| Affichage                        | 4,3 po (109,22 mm) 30:17 TFT en 480 × 272, 16.77 millions couleurs | 4,3 po (109,22 mm) 30:17 TFT en 480 × 272, 16.77 millions couleurs | 4,3 po (109,22 mm) 30:17 TFT en 480 × 272, 16.77 millions couleurs       | 3,8 po (96,52 mm) 30:17 TFT at 480 × 272, 16.77 millions couleurs; écran coulissant | 4,3 po (109,22 mm) 30:17 TFT en 480 × 272, 16.77 millions couleurs |
| CPU                              | MIPS R4000 en 1~333 MHz                                            | MIPS R4000 en 1~333 MHz                                            | MIPS R4000 en 1~333 MHz                                                  | MIPS R4000 en 1~333 MHz                                                             | MIPS R4000 en 1~333 MHz                                            |
| RAM                              | 32 MB                                                              | 64 MB                                                              | 64 MB                                                                    | 64 MB                                                                               | 64 MB                                                              |
| Stockage interne                 | 32 MB; reservés au système d'exploitation                          | 64 MB; reservés au système d'exploitation                          | 64 MB; reservés au système d'exploitation                                | 16 GB; partagés entre l'utilisateur et le système d'exploitation                    | 64 MB; reservés au système d'exploitation                          |
| Connectivité                     | USB 2.0, UMD, port USB, prise jack, Memory Stick PRO Duo           | USB 2.0, UMD, sortie vidéo, prise jack, Memory Stick PRO Duo       | USB 2.0, UMD, sortie vidéo, prise jack, microphone, Memory Stick PRO Duo | port all-in-one, prise jack, microphone, Memory Stick Micro (M2)                    | USB 2.0, UMD, prise jack, Memory Stick PRO Duo                     |
| Réseau sans fil                  | 802.11b Wi-Fi, IRDA                                                | 802.11b Wi-Fi                                                      | 802.11b Wi-Fi                                                            | 802.11b Wi-Fi, Bluetooth 2.0 + EDR                                                  | NC                                                                 |
| Batterie                         | 3.6 V DC 1800 mAh batterie amovible; augmentable à 2200 mAh        | 3.6 V DC 1200 mAh batterie amovible; augmentable à 2200 mAh        | 3.6 V DC 1200 mAh batterie amovible; augmentable à 2200 mAh              | 3.6 V DC batterie fixe                                                              | 3.6 V DC batterie fixe                                             |
| Système d'exploitation d'origine | 1.00                                                               | 3.60                                                               | 4.20                                                                     | 5.70                                                                                | 6.50                                                               |

## Micrologiciels et mises à jour

### Possibilités offertes par les micrologiciels

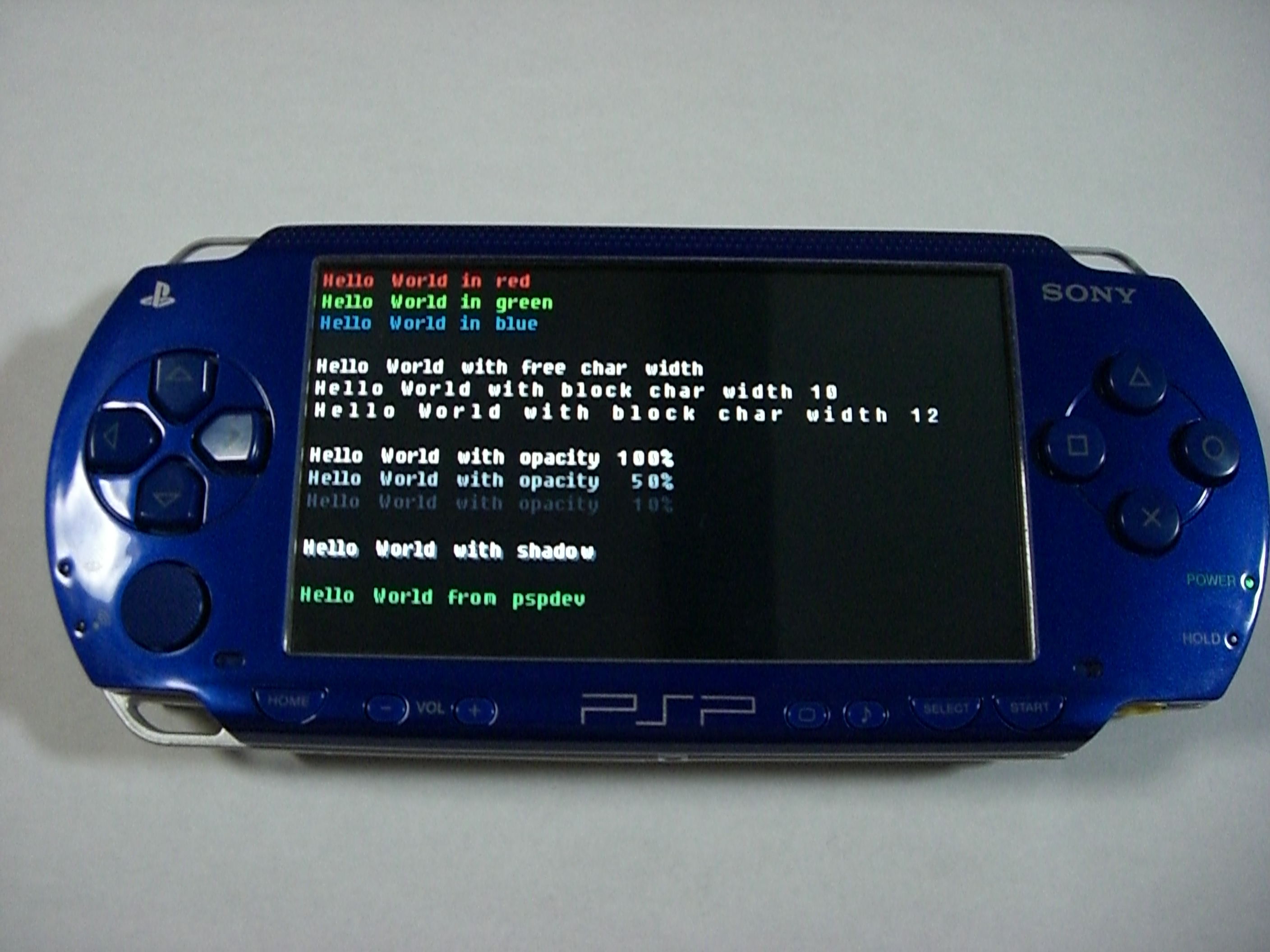
Hello world sur PSP 1000.

La PSP a la particularité de posséder un micrologiciel, appelé firmware, pouvant être mis à jour par l'utilisateur.
Lors de sa sortie en décembre 2004, la PSP est équipée d'un micrologiciel en version 1.00, qui n'empêche pas d'exécuter librement des logiciels développés à l'aide d'outils non fournis par Sony, couramment qualifiés de « développés maison » (homebrew). Les homebrew, aujourd'hui largement disponibles sur les sites internet de la communauté PSP, sont des logiciels permettant la gestion de calendriers, la personnalisation de la PSP, l'organisation de documents, la navigation sur GPS, ou encore sont tout simplement de véritables jeux réalisés par des amateurs.
La possibilité d'exécuter des homebrews semble combattue par Sony. Seuls les firmwares 1.00 (sortie japonaise) et 1.50 (sortie nord-américaine) peuvent lancer des applications non officielles. Ensuite, les programmes exécutés doivent être signés et montrer ainsi qu'ils proviennent d'outils approuvés par Sony. Pour contourner ces protections, des failles logicielles furent découvertes dans la gestion des Memory Sticks (exploits connus sous les noms SwapXploit et KXploit). Ces vulnérabilités permettaient de quand même parvenir à exécuter les "homebrews".
Toutefois quelques développeurs indépendants ont continué à exploiter différentes failles permettant ainsi de lancer des "homebrews" sur des firmwares allant de la version 1.00 à la version 6.61.

### Course aux mises à jour: entre ajouts de fonctionnalités et corrections de failles
Sony a régulièrement mis à jour le firmware de la PSP, proposant de nouvelles fonctionnalités et corrigeant des failles. Dans le même temps, les développeurs de la communauté internet PSP cherchent toujours des failles pour lancer des logiciels maison dits homebrews. La méthode la plus répandue actuellement repose sur une batterie spéciale dite Pandora permettant de démarrer la console depuis des fichiers présents sur le Memory Stick plutôt que sur la mémoire flash de la console. Cette technique ne fonctionne que sur les PSP-1000 et une partie des PSP-2000, celles ne disposant pas du dernier modèle de carte mère. Depuis quelque temps il est aussi possible de flasher directement un custom firmware sur la mémoire flash de la console sans utiliser de batterie Pandora. Les PSP-3000 et PSP Go ne sont pas compatibles avec ces batteries et son utilisation sur un modèle incompatible peut rendre la console inutilisable. Il est par contre possible d'installer un "Custom Firmware" temporaire (aussi appelés "Light Custom Firmware") sur ces dernières qui permettent l'utilisation d'homebrew. Comme son nom l'indique il s'agit d'un firmware qui ne remplace pas totalement le firmware de base mais lance une version modifiée à la place grâce au memory stick. L’inconvénient de ces Light firmware est qu'il faut les relancer manuellement à chaque mise hors tension (ou freeze) de la console. En 2016 Daave sort le patch infinity qui permet d'installer un "hybrid-firmware" qui est un mix entre la version 6.31 contenant la faille et la 6.61. Ce patch permet d'installer un custom firmware sur les PSP 2000, 3000, GO. La PSP-E1000 (street) ne supportant pas la 6.31 ne peut pas bénéficier de ce patch.

### Go!Messenger
Sony a annoncé lors de la Games Convention de Leipzig, en août 2007, la sortie européenne de Go!Messenger, une nouvelle fonction permettant à la PSP de faire office de système de communication sans fil. Ainsi, des millions d'utilisateurs de la PSP ont pu communiquer gratuitement les uns avec les autres grâce au chat audio et vidéo (VoIP). Développé en collaboration avec British Telecom, Go!Messenger a été disponible avec le firmware 3.90 de la console le 30 janvier 2008. Une connexion Wi-Fi, un appareil photo numérique Go!Cam et un casque PSP étaient requis pour profiter de ce service.
Toutefois, en dépit des fonctionnalités de communication innovantes offertes par Go!Messenger à la communauté PSP, le service n'a pas attiré le nombre d'utilisateurs escompté.
Go!Messenger a ainsi été supprimé par British Telecom et Sony Computer Entertainment le 31 mars 2009.
L'icône Go!Messenger, présente dans le menu RÉSEAU de la console, a été enlevée lors de la mise à jour 5.50 du firmware, le 21 avril 2009.

### Digital Comics
Sony avait ajouté lors de la mise à jour 6.20 une icône "Digital Comics", un programme permettant de lire des Bandes Dessinées achetées au préalable sur le PlayStation Store. Ce service a été activé au fur et à mesure du temps et par région du monde.
Après l'activation du service aux États-Unis, en Australie, en Afrique du Sud et au Royaume-Uni, le service devait s'étendre aux pays européens courant 2010. Mais une fois le cap de l'année 2011 passé, le service n'est toujours pas actif en Europe.
Le 6 février 2011, Sony annonce que le service ne sera jamais proposé en Europe à part au Royaume-Uni. Nous pouvons supposer que comme ce fut le cas pour Go!Messenger dans la mise à jour 5.50, l'icône soit supprimée dans une future mise à jour système.

## Accessoires
On trouve à la fois un ensemble de produits dérivés pour la PSP, et des accessoires (la plupart du temps connectés sur le port USB) qui étendent les fonctionnalités de la console.

### GPS
Un récepteur GPS, se branchant sur ce port et requérant un UMD spécifique, est rapidement sorti pour le marché japonais. En France, le module GPS est sorti le 2 juillet 2008, via trois packs dont le prix varie en fonction des accessoires fournis dans le pack.
Fin 2007, Sony a officialisé la sortie du récepteur GPS sur PSP en Europe avec l'annonce de la disponibilité pour début 2008 de l'UMD Go!Explore. Des accessoires inédits pour un usage automobile seront proposés. Ce système est prévu pour fonctionner avec certains jeux (les opus de Metal Gear et de Everybody's Golf notamment).
Au Japon, le GPS est commercialisé avec un logiciel et des cartes adaptés. Aucune information quant à la commercialisation de ce système ailleurs dans le monde n'est encore connue.
Dans le reste du monde, un homebrew nommé Mapthis! et réalisé par le développeur Deniska permet de faire fonctionner le récepteur GPS. Ce logiciel permet :
- de visionner des cartes (par ailleurs facilement réalisables avec Google Maps) ;
- de faire de la géolocalisation ;
- de faire de la situation par rapport à une cible (c'est-à-dire, connaître sa distance et son orientation par rapport à une destination) ;
- d'afficher les points d'intérêt (stations services, hôtels, etc.) ;
- d'activer un mode itinéraire (aller d'un point A à un point B). Cependant ce mode itinéraire nécessite des données geoData. Elles sont disponibles pour les États-Unis et le Canada notamment, mais l'Union Européenne interdit encore leur libre usage. Sans ces fichiers, les Européens ne peuvent pas faire fonctionner le mode trajet assisté.

Mapthis! ne fonctionne que sur le firmware 1.50 ou sur un custom firmware.

### Tuner TV
Un tuner, permettant de capter une chaîne d'émissions hertziennes, a été commercialisé au Japon. Il se branche, comme l'appareil photo et le GPS, sur le haut de la PSP.
Cet adaptateur n'est jamais sorti dans le reste du monde pour des raisons autant techniques que législatifs (par exemple fiscaux ou problèmes de perceptions de droits télévisés).

### Appareil photo / Caméra numérique

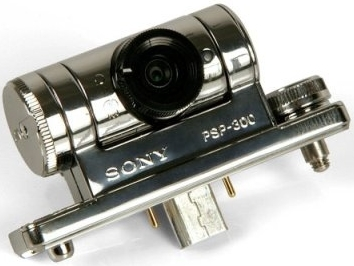
La Go!Cam.

Une caméra numérique, la Go!Cam, spécialement conçue pour la PSP, est disponible depuis le 16 mai 2007, accompagnée d'un logiciel nommé Go! Edit qui permet de retoucher les photos. Elle permet de prendre des photos mais aussi de filmer avec un objectif de 1,3 mégapixel et d'un enregistreur audio. Pour la faire fonctionner, vous devez disposer de la version 3.00 minimum. Elle est vendue avec une petite boite de protection. La caméra se connecte sur le port USB de la PSP et se visse afin d'éviter un débranchement accidentel.

### Enceintes
Un système d'enceintes auxquelles sont intégrées un support est également commercialisé par Logitech. D'environ deux fois la taille de la console, l'ensemble a pour but de permettre de transformer la console en mini-chaîne. Elle est vendue avec une boite de protection, deux câbles de connexion (un petit et un long) et un câble d'alimentation. On peut également utiliser n'importe quel type de mini-enceintes amplifiées.

### Produits dérivés
Dans le commerce se trouvent notamment (liste non exhaustive) :
- câbles de connexion en sortie USB pour relier la console PSP à un PC ou autres accessoires ;
- coque de protection transparente qui se place autour de la PSP ;
- dragonne (attache qui se place autour du poignet pour éviter la chute de la console) ;
- différents modèles de housses pour la console, et pour les UMD ;
- des protections d'écran (afin de protéger l'écran des rayures) ;
- des écouteurs avec commande (réglage volume, changement des pistes) ;
- adaptateur allume-cigare pour charger ou faire fonctionner la console dans un véhicule ;
- support pare-brise pour fixer la console dans le véhicule ;
- kit pour batterie et disques durs de meilleure capacité ;
- batteries Pandora
- kit pour que la PSP ressemble à une manette de PS2 ;
- produits de nettoyage divers.
- autocollants
- capteur de mouvement (Tilt FX)[15]

### Autres accessoires

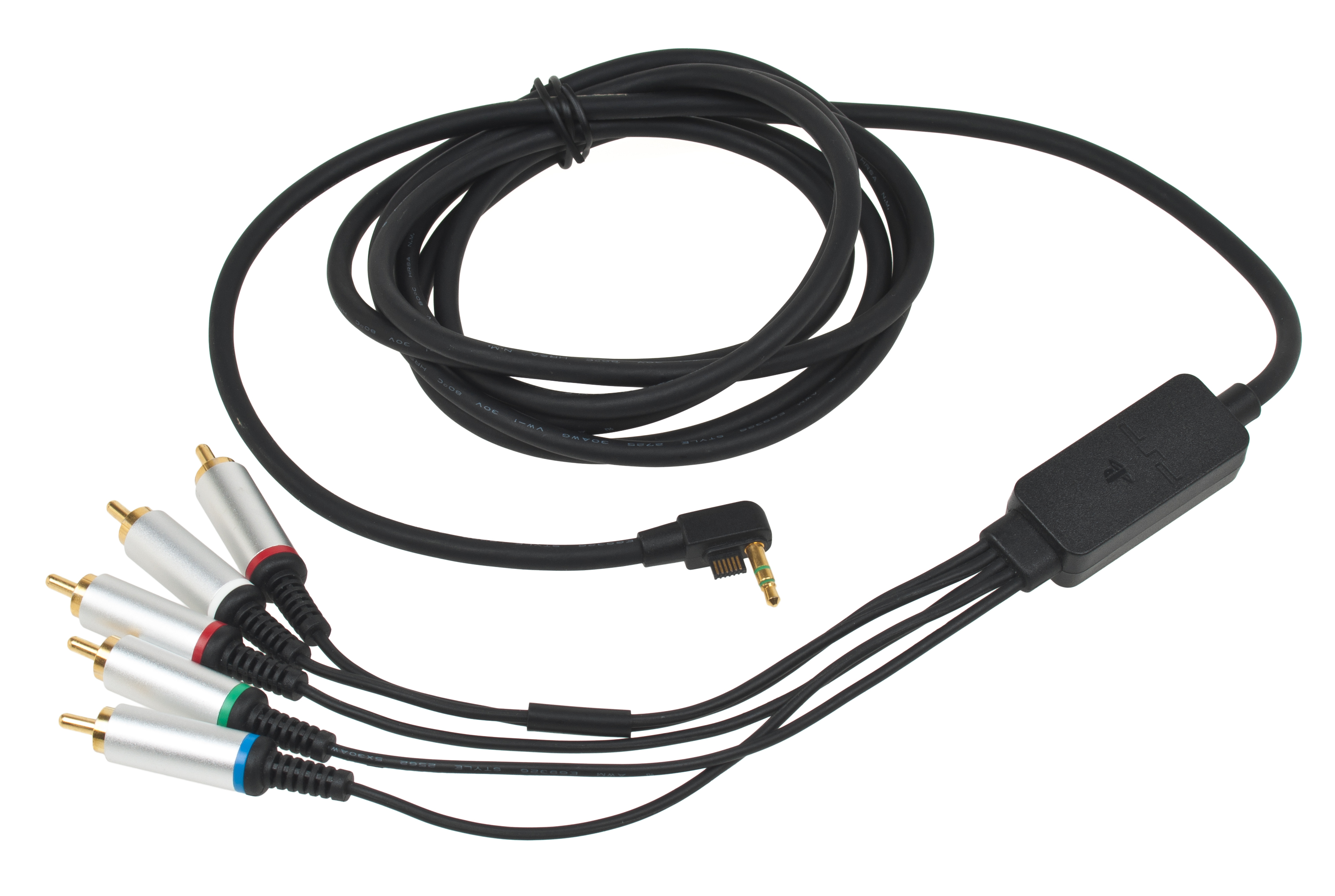
La sortie composante permettant de relier les PSP dernières générations à un téléviseur.

Sony avait également prévu un clavier USB spécialement conçu pour la PSP lors de l'annonce des spécifications de la console, mais à ce jour cet accessoire n'est pas commercialisé, alors qu'un prototype était en démonstration au salon E3 en 2004, la sortie officielle du clavier a été annoncée pour mi-mai 2009. Une société indépendante, Logic3, désireuse de développer un tel accessoire, a dû abandonner son développement car Sony n'a pas voulu leur dévoiler certaines informations. Il se pourrait que le fait que Sony possède un brevet portant sur un système d'entrée de texte ait eu une influence sur cette décision.

## Développement maison
Une trousse de développement (SDK) open source indépendante de celle distribuée par Sony aux studios de développement est rapidement apparue. À la suite de différentes ingénieries inverses et recherches, celle-ci est rapidement devenue importante et permet d'utiliser la majorité des capacités de la PSP. Le développement via cette trousse s'effectue en C ou C++ avec des bibliothèques identiques ou très proches de leur équivalent Unix.
Il existe également une version adaptée du langage de programmation Lua, nommée Lua Player et permettant de programmer facilement des applications et jeux sans grandes compétences informatiques.
Rapidement, de nombreux homebrews sont apparus ainsi que des émulateurs d'anciennes consoles : la NES, la Super NES, la Nintendo 64, la Game Boy, le CPS 1 et 2 ou encore l'Amstrad CPC. Pour pouvoir exécuter ces homebrews, il est nécessaire d'installer un micrologiciel pouvant lancer ces homebrews, le choix se porte soit sur le firmware 1.50 soit sur un micrologiciel non officiel (ou custom firmware).
Il existe également deux puces PSP : l'Undiluted Platinum qui donne à la PSP un second nand et la Devolution, qui, elle, donne accès au nand déjà présent sur la PSP. Ces deux puces ne sont pas compatibles avec la nouvelle PSP 2000 et la 3000.
- Downgrade pour atteindre un firmware version en PSP sans les blocs par les nouvelles versions du firmware officiel de Sony.

- Applications : Media players pour (MIDI[19], PMP, et WAV), navigateurs Web, applications pour ouvrir les fichiers aux formats cbr, pdf, txt (Bookr par exemple), applications comme IRShell qui possède une panoplie de fonctionnalités. Actuellement, de nombreux homebrews (tel que Bookr) sont "signés"; ce qui leur permet d'être exécutées sur n'importe quel firmware officiel de la PSP.

- Émulateurs : Les émulateurs pour Java[20] et autres. L'existence d'un grand nombre de gadgets s, tels que les téléphones mobiles et autres vidéoconsoles comme le logiciel libre GP2X, permet une plus large gamme d'adaptations comme MAME4ALL, un émulateur logiciel de différentes entreprises, regroupés sous le nom Arcade Machine Emulator multiples ou MAME pour GP2X qui à partir de la version GP2X et ensuite à la Nintendo DS a été porté à la PSP. Les plus importants sont des émulateurs pour Java, Game Boy Advance, Super Nintendo, Nintendo 64, Genesis/Mega Drive, ou Nintendo DS entre autres. Une des plus notables est la création de plusieurs programmes VJM, machine virtuelle Java, qui permettent exécuter des programmes Java tels que les dictionnaires, les lecteurs multimédia de fichiers MIDI, e-books Viewer format EPUB et toutes sortes de logiciels commerciaux créés pour les téléphones mobiles. L'utilisation des émulateurs a transformé la PSP en ordinateur. Elle est capable d'émuler les calculatrices scientifiques, les ordinateurs Commodore Amiga, Sinclair ZX Spectrum et Pc de la décennie 80 avec le système MS-DOS, avec des applications telles que des traitements de texte, tableurs, calendriers, etc. Leur utilisation est limitée, bien que certaines applications utilisent un clavier externe relié via le port infrarouge.

- Plugins : sont des petites applications avec une fonction spécifique. Certains plugins peuvent, par exemple, permettre l'exécution de code, faire des captures d'écran ou étendre les fonctionnalités du firmware en général, comme une lampe de poche, passer en mode USB lors du raccordement du câble, calculatrice, télécharger des fichiers, jouer à des jeux PlayStation directement ou écouter de la musique tandis qu'en lisant un texte, un livre ou PDF[21],[22],[23], de contrôler le PC et vice versa PSP. Le plugin peut faire de même avec d'autres appareils.

Les plugins sont chargés au lancement d'un jeu ou au démarrage de la console
- Games: Il y a des jeux conçus spécialement pour les deux PSP, aussi comme les ports d'autres plateformes. Ils sont souvent appelés backups.

Il est parfois difficile d'installer des homebrews. Homebrew, étant facile à installer peut être source de confusion et décourager leur installation. Il doit être compatible avec le firmware en question, on doit bien choisir les paramètres du programme et mettre les fichiers dans le dossier approprié, qui peut être GAME', ISO, etc. Selon l'OS présent dans le firmware de la PSP.
Des programmes comme bookr, viennent dans leur propre dossier. Copiez le dossier avec l'application bookr dedans, le bookr ouvre tous les dossiers dans la console jusqu'à ce qu'il trouve celui qui contient les fichiers PDF. Certaines personnes trouvent qu'il est plus stable dans la version originale pour PSP1000 et d'autres celle de NCT2K, pour PSP2000. Selon le "CFW" de la PSP, sera le mieux le faire par exemple, bookr version originale, que les nouvelles versions conçues pour PSP Slim.
Pour les bandes dessinées Européennes, nippones ou U.S. (Comics), un programme de lecture existe : PSPComic; normalement les gens essaient de mettre le programme dans le dossier "/ISO", mais ce dossier est réservé aux images ISOs. Pour les programmes normaux le dossier est "/ PSP/GAME".
Pour lire des livres électroniques au format EPUB, PSP a besoin d'un visualiseur apte à lire les fichiers au format EPUB Java, car il n'y a aucune application PSP officielles le lisant directement. Pour cela vous devez utiliser un émulateur java.
Premièrement vous devez installer la version de PSPKVM (0.5.5) pour émuler la plate-forme Java et utiliser par exemple, la java epubs application open source, lecteur albite 2,1 (version non tactile).
Le programme de PSPKVM pour émuler java doit être utilisé, une fois dedans, on doit installer l'application de l'albite Reader. Ensuite, il faut créer un dossier dans la racine de la Memory Stick avec le nom "pspkvm" et y copier les livres au format EPUB; cela peut être fait à partir de l'explorateur de fichiers Windows, après avoir connecté la PSP à l'ordinateur.
Lorsque le programme Albite Reader démarre, à l'ouverture d'une demande de chemin d'accès, on doit sélectionner la racine. C'est une application très complète avec un menu anglais, qui permet des chargements réguliers dans les lecteurs d'EPUB.

## Ventes
| Pays         | Nombre d'unités vendues                 |
| ------------ | --------------------------------------- |
| Japon        | 15 millions (jusqu'au 28 décembre 2009) |
| États-Unis   | 17 millions (jusqu'au 14 mars 2010)     |
| Europe       | 12 millions (jusqu'au 6 mai 2008)       |
| Royaume-Uni  | 3.2 millions (jusqu'au 3 janvier 2009)  |
| Monde entier | 71.4 million                            |

Aux États-Unis, la PSP s'est vendue à 10,47 millions d'unités jusqu'au 1er janvier 2008 selon le NPD Group,,. Au Japon, pendant la semaine du 24-30 mars 2008, la PSP s'est plus vendu que toutes les autres consoles combinées avec 129 986 unités vendues, dont la plupart ont été fournis avec Monster Hunter Freedom Unite, qui a été la meilleure vente de jeu de la semaine selon Media Create.
Au 28 décembre 2008, la PSP s'est vendue à 11 078 484 d'unités au Japon selon Enterbrain. En Europe, la PSP s'est vendue à 12 millions d'unités, selon Sony Computer Entertainment Europe dont 3,2 millions au Royaume-Uni à partir du 3 janvier 2009 selon GfKChart-Track.
La PSP s'est écoulée à 75 -80 millions d'unités depuis sa sortie.
Le bilan des ventes de la PlayStation Portable depuis son lancement :
| SONY Gaming Division        | En millions |                    |              |              |              | Total (Année Civile)  | Total (Année Civile)  |
| SONY Gaming Division        | En millions | Matériel Distribué | Cumul        |              |              |                       |                       |
| 2004                        | Hardware    | -                  | -            | -            | 0.51         | 0.51                  | 0.51                  |
| 2005                        | Hardware    | 2.46               | 1.1          | 1.8          | 6.22         | 11.58                 | 12.09                 |
| 2006 jusqu'au 31 mars 2006  | Hardware    | 2.0                |              |              |              | 2.0                   | 14.09                 |
|                             | En million  | Q1 (Apr-Jui)       | Q2 (Jui-Sep) | Q3 (Oct-Dec) | Q4 (Jan-Mar) | Total (Année Fiscale) | Total (Année Fiscale) |
| Ventes de matériel          | En million  | Q1 (Apr-Jui)       | Q2 (Jui-Sep) | Q3 (Oct-Dec) | Q4 (Jan-Mar) | Cumul                 |                       |
| 2006                        | Hardware    | 1.4                | 2.0          | 4.7          | 1.5          | 9.6                   | 23.70                 |
| 2007                        | Hardware    | 2.1                | 2.5          | 5.7          | 3.5          | 13.8                  | 37.50                 |
| 2008                        | Hardware    | 3.7                | 3.2          | 5.1          | 2.1          | 14.1                  | 51.60                 |
| 2009                        | Hardware    | 1.3                | 3.0          | 4.2          | 1.4          | 9.9                   | 61.50                 |
| 2010                        | Hardware    | 1.2                | 1.5          | 3.6          | 1.7          | 8                     | 69.50                 |
| 2011                        | Hardware    | 1.8                | 1.7          | 2.4          | 0.9          | 6.8                   | 76.30                 |
| Total jusqu'au 31 mars 2012 | Hardware    |                    |              |              |              | 76.3 (Sell-in)        |                       |

| PlayStation Portable        | En millions | Cumul         |
| Total jusqu'au 31 mars 2012 | Software    | 331 (Sell-in) |